# Christoph Neuhaus (Musiker)
Christoph Neuhaus (* 1986 in Stuttgart) ist ein deutscher Musiker (Gitarre, Komposition), der im Bereich von Jazz und Popmusik tätig ist.

## Leben und Wirken
Neuhaus begann 2006 nach einem längeren Auslandsaufenthalt in Sydney sein Jazzstudium an der Hochschule für Musik und Darstellende Kunst Mannheim bei Frank Kuruc, das er 2010 am Conservatorium van Amsterdam bei Jesse van Ruller, Martijn van Iterson und Yaniv Nachum fortsetzte. Ein Masterstudium an der Musikhochschule Basel bei Wolfgang Muthspiel schloss sich an. Private Studienreisen führten ihn nach New York City, wo er Unterricht bei Peter Bernstein, Adam Rogers und Steve Cardenas nahm.
2009/2010 war Neuhaus Mitglied der Konzertbesetzung der European Masterclass Big Band unter Leitung von Peter Herbolzheimer, in der er mit Benny Golson, John Ruocco und Ack van Rooyen konzertierte. 2011 nahm er mit einem Quintett unter seiner Leitung sein Debüt-Album auf; mit seinen Formationen war er in den nächsten Jahren insbesondere im süddeutschen Raum tätig. Daneben war er an Alben von Adrian Mears’ Generations Unit 2012 (TCB Records), der Tobias Becker Bigband, Anselm Krisch, Martin Meixner, Markus Harm und Gee Hye Lee beteiligt.
Neuhaus leitet eigene Bands wie Ramblin Bird und in Kollaboration mit dem Saxophonisten Alexander Bühl das deutsch-französische Quartett Byrn!. Er spielt und spielte außerdem Konzerte mit unter anderem der SWR Big Band, dem Radiosinfonieorchester des SWR, Joo Kraus, Peter Freudenthaler, Ernst Mantel, Klaus Graf, Andreas Maile, Thomas Stabenow und Anne Czichowsky. Auch wirkte er beim Musical Rocky am Stage Palladium Theater im SI Centrum Stuttgart mit. Zudem gehört er seit 2017 zum Quartett Blank Page um Florian Dohrmann.
Zudem ist Neuhaus als Gitarrendozent international tätig; 2012/13 hatte er einen Lehrauftrag für Jazzgitarre an der Hochschule für Musik Freiburg. 2014 begründete er mit dem Saxophonisten Niko Seibold den Toskana intensiv Jazzworkshop, der jährlich stattfindet.
2016 erhielt er ein Stipendium der Kunststiftung Baden-Württemberg.
2021 wurde ihm der Jazzpreis Baden-Württemberg zuerkannt.

## Diskographische Hinweise
- Christoph Neuhaus Quintett feat. Adrian Mears Directions (Unit Records 2013, mit Niko Seibold, Volker Engelberth, Judith Goldbach, Mareike Wiening)
- Christoph Neuhaus Standards Trio Matter of 3 (Unit Records 2014, mit Jens Loh und Axel Pape)
- Christoph Neuhaus Path 4 The Present & Path (Double Moon Records 2016, mit Andreas Feith, Axel Kühn, Axel Pape, sowie Fola Dada, Sandi Kuhn und Henrik Mumm)
- Christoph Neuhaus Ramblin Bird (StereoSüd/selfreleased 2021, mit Franziska Ameli Schuster, Pauline Ruhe, Ulf Kleiner, Sebastian Schuster und Christian Huber)